# آرون مكغي
آرون مكغي (بالإنجليزية: Aaron McGhee)‏ مواليد 28 يونيو 1979 في أورورا، هو لاعب كرة سلة أمريكي. بدأ مسيرته الاحترافية في سنة 2002. يبلغ طوله 6 قدم 8 بوصة (2.0 م).

## المسيرة الاحترافية
لعب مع فيكتوريا يبرتاس بيزارو في الدوري الإيطالي في موسم 2002–2003، ثم لعب مع كانتابريا في الدوري الإسباني في سنة 2003، ثم لعب مع غرناطة في موسم 2003–2004، ثم لعب مع بوسان كي تي سونيكبوم من سنة 2004 إلى 2007، ثم لعب مع سنجان فلاينج تايجرز في الدوري الصيني في موسم 2007–2008، ثم لعب مع تي إن تي كاتروبا في سنة 2008، ثم لعب مع مكابي تل أبيب لكرة السلة في سنة 2009.

## روابط خارجية
- آرون مكغي على موقع الاتحاد الدولي لكرة السلة (الإنجليزية)
- آرون مكغي على موقع كرة السلة الأوروبية.كوم (الإنجليزية)
- آرون مكغي على موقع كلية كرة السلة في سبورتس رفرنس.كوم (الإنجليزية)
- آرون مكغي على موقع ريلجم (الإنجليزية)
- آرون مكغي على موقع بروبوليرز (الإنجليزية)
- آرون مكغي على موقع سبورتس رفرنس (الإنجليزية)